# International Normalized Ratio
Die International Normalized Ratio (INR) ist ein labormedizinischer Parameter der Funktionsleistung des extrinsischen Systems der Blutgerinnung. Die INR wird anhand der Thromboplastinzeit (TPZ; englisch prothrombin time, PT) bestimmt. INR ist eine Standardisierung des Quick-Werts.
| INR                        | Thromboplastinzeit   | Quickwert                          | Folgen               | Ursachen                                                       |
| -------------------------- | -------------------- | ---------------------------------- | -------------------- | -------------------------------------------------------------- |
| INR ≪ 1                    | kurze Gerinnungszeit | hoch                               | Thrombosegefährdung  |                                                                |
| normal (0,85 < INR < 1,27) | normal               | normal (70 % < Quick-Wert < 125 %) |                      |                                                                |
| INR ≫ 1                    | lange Gerinnungszeit | niedrig                            | hohe Blutungsneigung | gerinnungshemmende Medikamente, Vitamin-K-Mangel, Leberschäden |

Normal ist eine INR nahe 1. Ein erhöhter INR-Wert (ohne vorherige Einnahme gerinnungshemmender Medikamente) kann z. B. durch Vitamin-K-Mangel oder schwere Lebererkrankungen bedingt sein. Muss die Blutgerinnung aus therapeutischen Gründen verringert werden, so wird der INR-Zielbereich risikobezogen festgelegt. Hierbei gilt: Je höher die INR ist, desto höher ist die Gerinnungshemmung und somit der Schutz vor Embolien. Gleichzeitig ist bei höherer INR auch das Blutungsrisiko (z. B. durch Blutungen aus dem Magen-Darm-Trakt) erhöht. In den meisten Fällen (z. B. Thrombosen, Lungenembolie, Vorhofflimmern) ist der Zielbereich zwischen 2 und 3. Bei mechanischen Herzklappen ist der Zielbereich jedoch höher, je nach Risikoprofil zwischen 2,5 und 3,5, bei hohem Risikoprofil in seltenen Fällen sogar mit einem Zielbereich bis zu 4,5. Bei neueren Generationen mechanischer Klappen liegt der Zielbereich nach drei Monaten zwischen 1,5 und 2,0.
Die Messung der INR ist vor allem dann wichtig, wenn die Blutgerinnungszeit medikamentös mit Cumarin-Derivaten als oraler Antikoagulation verlängert wird.
In einer Schulung können die so Behandelten lernen, ihren INR-Wert selbst zu bestimmen und bei Bedarf die Medikamentendosis ohne Zutun des Arztes zu variieren (Gerinnungsselbstmanagement).
Berechnungsformel aus der Prothrombinzeit PT:
{\displaystyle {INR}=\left({\frac {PT_{\text{test}}}{PT_{\text{normal}}}}\right)^{ISI}},
wobei „test“ die Prothrombinzeit der zu testenden Probe darstellt, „normal“ der Normwert ist und ISI der Internationale Sensitivitätsindex. Dieser ist für jeden Hersteller oder jede Prothrombinase im Vergleich zu einer international standardisierten Probe festgelegt (normalerweise zwischen 1,0 und 1,4).

## Umrechnung PT/INR/Quick
Die Umrechnung von individuellen Laborwerten kann nur durch das ermittelnde Labor erfolgen, da die Parameter stark von dem verwendeten Thromboplastinpräparat abhängen und in der Regel sogar für jede Serie neu kalibriert werden müssen.
Zum Vergleich eines hypothetischen therapeutischen Bereichs ausgedrückt in Quick oder INR können folgende Umrechnungen verwendet werden:
{\displaystyle {INR}={\frac {PT_{\text{test}}}{PT_{\text{normal}}}}}
{\displaystyle {\text{Quick}}=100\cdot {\frac {1}{(PT_{\text{test}}/PT_{\text{normal}})\cdot 2-1}}}
{\displaystyle {\frac {PT_{\text{test}}}{PT_{\text{normal}}}}=0{,}5\cdot \left(1+{\frac {1}{{\text{Quick}}/100}}\right)}